# Саратов в годы Великой Отечественной войны

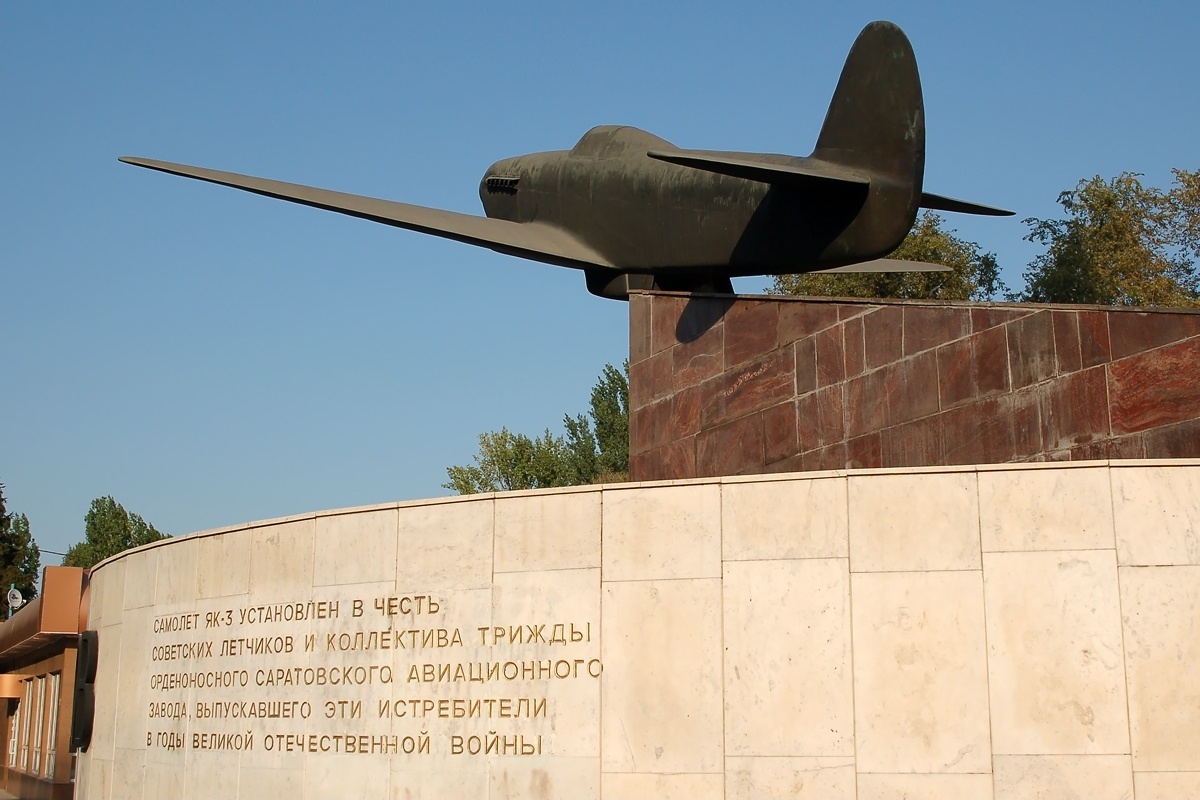
Самолёт Як-3

Саратов в годы Великой Отечественной войны — деятельность жителей, учреждений, заведений, предприятий, организаций и формирований находившихся в городе Саратове и Саратовской области в период Великой Отечественной войны.
Десятки тысяч жителей Саратова и области выразили желание добровольно вступить в ряды Красной армии ВС Союза ССР. Так уже на третий день войны в Саратове насчитывалось 10 тысяч заявлений о добровольном зачислении в ВС Союза ССР. За подвиги, совершённые во время Великой Отечественной войны, звания Героя Советского Союза были удостоены более 300 саратовцев, 32 саратовца стали полными кавалерами ордена Славы.
В годы Великой Отечественной войны из трёх военных училищ, расположенных в Кировском районе Саратова, на фронт направлено более 12 000 командиров.

## Участие в Сталинградской битве
На подступах к Саратову с октября 1941 по март 1943 года были построены 6 линий оборонительных рубежей длиной более 600 км, было сооружено 2,5 тысячи дотов, дзотов и других огневых точек. Более 158 тысяч саратовцев приняли участие в Сталинградской битве. Многие из них за мужество и героизм, проявленные в этих ожесточенных боях, были награждены орденами, 800 человек — медалью «За оборону Сталинграда».
Пятеро саратовцев за подвиги, совершенные во время Сталинградской битвы, были удостоены звания Герой Советского Союза. Это лётчики Владимир Васильевич Землянский (1906—1942), Алексей Иванович Хользунов (1919—1943), Виктор Степанович Хальзов (1921—1985), командир взвода разведчиков Гаяз Галазкарович Ромаев (1921—1943) и бронебойщик Илья Макарович Каплунов (1918—1942). Самому старшему из них, Владимиру Землянскому, совершившему 45 боевых вылетов и направившему 7 августа 1942 г. горящий самолёт на колонну вражеских танков, было 35 лет, остальным от 21-го года до 24-х лет. Более 100 человек удостоены звания Героя Советского Союза за подвиги, совершённые во время Сталинградской битвы. На вершине Мамаева кургана лежат всего 37 гранитных плит с именами героев. И только под восемью плитами находятся захоронения, остальные являются символическими, в том числе плиты с именами И. М. Каплунова и В. В. Землянского. В братской могиле на Мамаевом кургане похоронен разведчик Г. Г. Ромаев.
По аналогии с Ленинградом, в годы войны путь по Алтынной горе из Саратова называли «дорогой жизни», потому что только по ней осуществлялось автомобильное сообщение с осажденным Сталинградом. Для многих саратовских воинов-автомобилистов эта сталинградская «дорога жизни» стала «дорогой смерти», так как она постоянно подвергалась бомбардировкам гитлеровской авиации. Сегодня у начала этой дороги возвышается монумент воинам-автомобилистам.
Огромное значение в исходе сражения за Волгу имела железная дорога до Сталинграда (Волжская рокада), введенная в строй в августе 1942 года к началу решающих боев для того, «чтобы, — как писал А. С. Чуянов (первый секретарь Сталинградского обкома), — обеспечить выход за Волгу». Построенная всего за несколько месяцев дорога оказалась для немецкого командования полной неожиданностью. Для того, чтобы обеспечить максимально скорое строительство этой дороги, с Дальнего Востока были доставлены рельсы и заключенные ГУЛАГ со строительства Байкало-Амурской магистрали.
Для Сталинградских фронтов работники Рязано-Уральской и Юго-Восточной железных дорог обеспечили доставку около 300 тыс. вагонов с войсками и снаряжением.
В Саратове располагалась одна из основных баз Волжской военной флотилии. Большие объёмы перевозок в условиях минирования фарватера Волги осуществили саратовские речники. Более десятка саратовских кораблей, перевозивших боеприпасы и оружие, участвовали в героической обороне наших городов. Так, участниками битвы под Сталинградом стали теплоходы «Мартин Лядов», «Александр Невский», «Академик Тимирязев», «10 лет Комсомольской правде», «Комбриг Кравченко».

## Военное небо Саратова

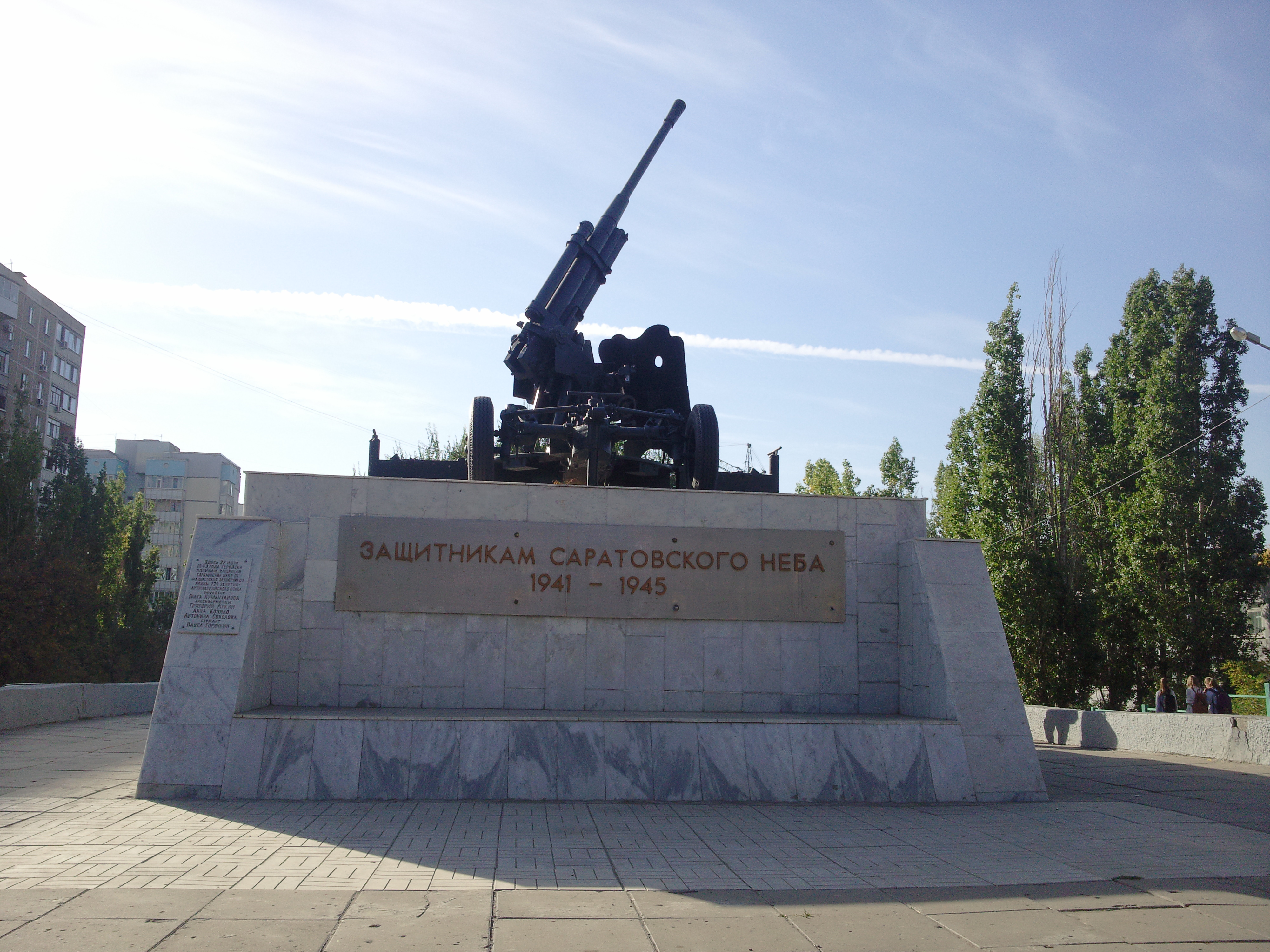
Защитникам саратовского неба. Памятник установлен на месте батареи 720-го зенитно-артиллерийского полка

Первые разведывательные полёты немецких самолётов над Саратовом зафиксированы в феврале 1942 года, а первые бомбардировки города противник совершает 25 и 26 июня 1942 года по цехам подшипникового завода. В последующем воздушные удары наносились также по Ртищеву, Балашову, Марксу и другим населённым пунктам области, железнодорожным линиям. Особенно интенсивными они были в сентябре 1942 г., когда враг находился в Сталинграде. С 20 по 25 сентября 1942 г. немецкая авиация совершила 6 крупных налётов на Саратов. Основные удары она нанесла по крекинг-заводу и нефтебазам посёлка Увек и микрорайона Улеши. Во время одного из налётов на крекинг-завод погибли 129 человек. 21 сентября немцам удалось поразить баржу на Волге около Саратова.
С 12 по 27 июня 1943 года, когда противник готовил наступление под Курском, Саратов вновь подвергся бомбардировкам. В это время противовоздушную оборону города осуществлял Саратово-Балашовский дивизионный район ПВО и 144-я истребительная авиационная дивизия ПВО, которые имели 41 экипаж истребительной авиации, 192 зенитных орудия среднего калибра и 72 малого калибра, 90 зенитных пулемётов ДШК, 4 станции орудийной наводки, 98 прожекторов, 48 аэростатов заграждения. На город было произведено 9 ночных налетов, в которых участвовали 423 самолёта. Особенно пострадал Саратовский авиационный завод, где было выведено из строя более 70 % производственных площадей. Восстановление велось до сентября 1943 года.
Всего за время войны на Саратов было совершено 25 налётов. Общий материальный ущерб Саратовской области от бомбардировок составил 215 млн рублей. Погибло более 400 мирных граждан. Только на Саратов враг сбросил в общей сложности около 7 тысяч авиабомб.
Практически все жители Саратова, Балашова, Энгельса и других городов, расположенных в территориальной близости от областного центра, держали противовоздушную оборону: боролись с пожарами, дежурили на постах, состояли в группах самозащиты, участковых командах и службах МПВО. Саратовское небо защищали зенитные и прожекторные части, подразделения наблюдения и оповещения Саратовско-Балашовского дивизионного ПВО, полки 144-й истребительной авиационной дивизии. В результате огня советской зенитной артиллерии и действий истребительной авиации над Саратовом было сбито 16 самолётов противника. Первой это удалось сделать лётчице 586-го истребительного авиационного полка Валерии Хомяковой. В ночь с 24 на 25 сентября 1942 года она сбила вражеский бомбардировщик Ю-88, за что была награждена орденом Красного Знамени. Она стала первой в мире женщиной, сбившей вражеский самолёт.

## Эвакуационные госпитали

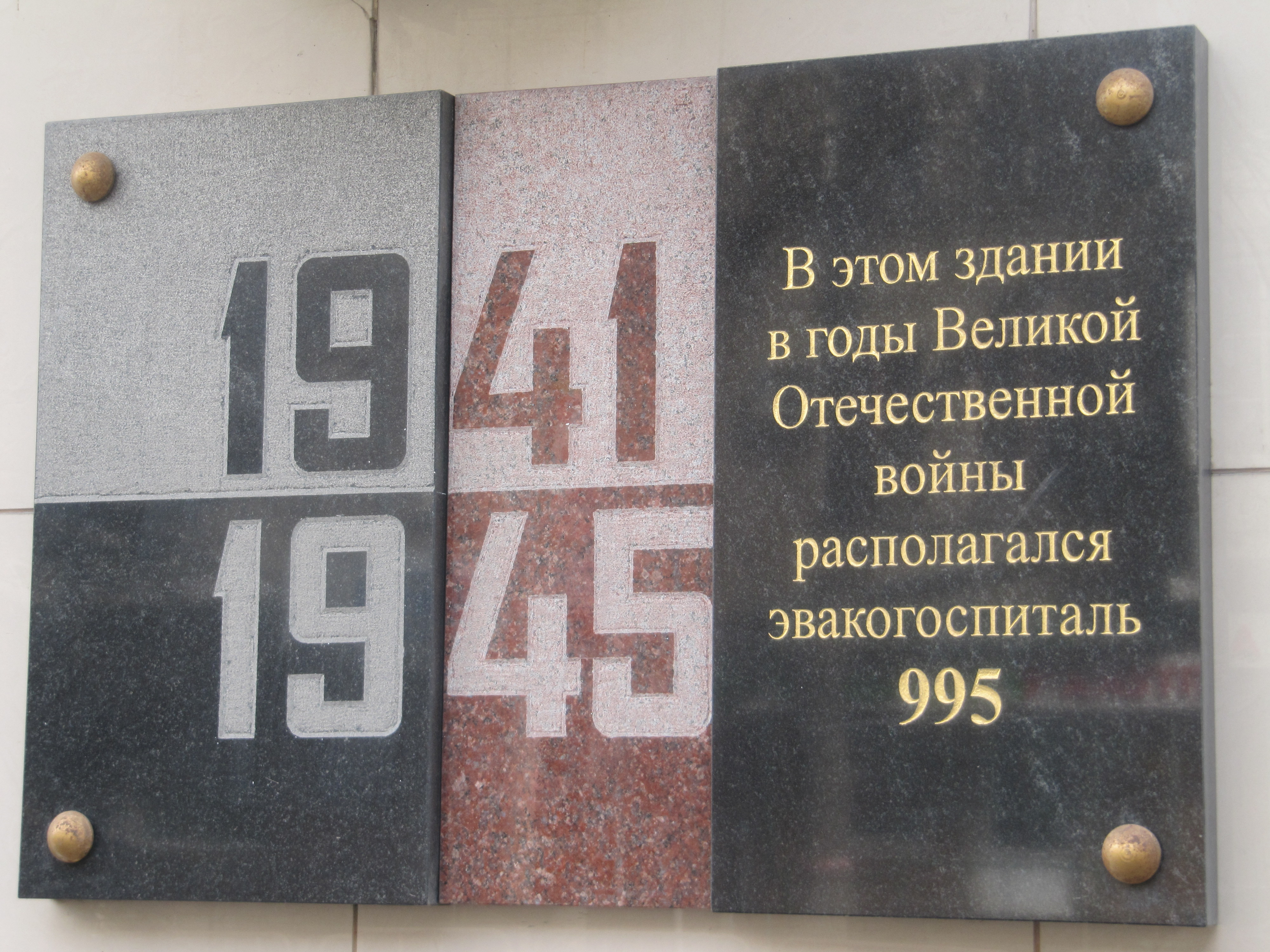
Эвакогоспиталь 995 — ул. Чернышевского 148

Огромную роль в годы Великой Отечественной войны играли действующие Эвакуационные госпитали. Только на территории города их было более 30. Для них были выделены лучшие помещения школ, институтов, гостиниц и санаториев. Развёртывание около 200 эвакуационных госпиталей на территории Саратовской области стало возможным, благодаря имевшимся в 1941 году высококвалифицированным медицинским кадрам (2438 врачей), коечному фонду клиник и больниц области (10500 коек), большому количеству общественных зданий, хорошей сети коммуникаций, развитых предприятий промышленности, сельского хозяйства.
По результатам работы эвакуационных госпиталей Саратовской области за период Великой Отечественной войны, были осуществлены: приём 634304 человек, эвакуация 150408 раненых и больных в глубокий тыл, лечение 483896 и выписка из них в часть 344325 бойцов, что являлось весьма высоким показателем — 71,17 % среди других областей и районов.

## Оборонная промышленность
До конца 1942 года в городах и поселках Саратовской области было размещено почти 100 эвакуированных предприятий из западных стран Союза ССР.
В результате эвакуации и начатого ещё до войны промышленного строительства число заводов союзного значения в области выросло в полтора раза. Было создано свыше десяти крупных промышленных предприятий. Наиболее важными саратовскими предприятиями являлись авиационный завод, нефтеперерабатывающий (Крекинг-завод им. С. М. Кирова), подшипниковый (ГПЗ-3) и аккумуляторный заводы.

Памятный знак труженикам тыла в годы войны 1941—1945 г.

Расширение промышленного производства и призыв людей в армию обострили проблему рабочей силы на предприятиях области. В первые месяцы войны на производство добровольно пришли свыше 3 тысяч студентов вузов и техникумов, около 23 тысяч девушек и женщин, тысячи подростков и пенсионеров. В результате доля женского труда в Саратове поднялась до 65 %.
За годы войны был удвоен выпуск продукции, а металлообрабатывающая промышленность увеличила объём производства даже в четыре с лишним раза. Рост военной продукции стал во многом возможным благодаря трудовой самоотверженности горожан. Уже летом 1941 года на предприятиях начинается движение «двухсотников», проходившее под девизом: «Одну норму за себя, вторую — за товарища, ушедшего на фронт». Рабочих, которые многократно перекрывали норму выработки, в области насчитывалось от 10 % до 20 %.
В дни Сталинградской битвы по инициативе передовых предприятий страны началось движение по заполнению лицевых счетов. Наиболее широкое распространение оно получило в Саратовской области. Инициаторами его выступили работницы Саратовского моторемонтного завода. Рабочие заводили лицевые счета, на которые заносилась ежедневная продукция, произведенная сверх плана. Она передавалась в помощь героическим защитникам Сталинграда. Рабочий Саратовского завода «Трактородеталь» Иван Гурьянов, работая по лицевому счету, выполнял норму на 400 %, саратовский кузнец Исаак Срогович — на 500 %.
Возникло соревнование многих рабочих с войсковыми частями и бойцами. Так, токарь авиационного завода И. Плотников, выполнявший за смену 10 норм, соревновался со снайпером Сталинградского фронта Максимом Пассаром. К 7 ноября 1942 года Пассар обязался иметь на лицевом счету 200 истребленных фашистов. Плотников, приняв вызов Пассара, обязался выполнять ежедневно не менее 12 норм. Своё слово гвардейцы фронта и тыла сдержали.
Комсомольцы саратовских предприятий были инициаторами создания фронтовых бригад и цехов. Каждый член такой бригады должен был выполнять дневную норму не менее чем на 200 %, а сама бригада соревноваться с воинскими формированиями. В 1942 году на заводах и фабриках было 426, а в 1944 году 1500 таких бригад, в которых насчитывалось до 17 тысяч человек. Лучшим из них присваивались имена фронтовых героев.
Движение по открытию лицевых счетов, предполагавшее личную ответственность каждого рабочего за исход Сталинградского сражения, вскоре переросло в движение целых предприятий. В дни героических боев на Волге в Саратове не было предприятия, не выполнявшего план. Все заводы выполняли суточные задания до 345 %. Непрерывным потоком с саратовских предприятий отправлялись на фронт боеприпасы, снаряжение, продовольствие.
Собственная оборонная промышленность Саратова и края стал формироваться ещё в 1930-е годы (например, тогда в Саратове были построены крупнейший в Европе на то время завод крекинга, первый в стране завод щелочных аккумуляторов, первый в стране завод зуборезных станков, железнодорожный мост через Волгу; в 1941 году было закончено строительство третьего в стране подшипникового завода). Летом — осенью 1941 года происходит перевод гражданских предприятий на выпуск военной продукции. На заводах и фабриках Саратовского края внедрялось производство стрелкового оружия, снарядов, бомб, мин, танковых корпусов, приборов и электрооборудования для военной техники, походных кухонь, самолётных бензобаков, армейских лыж и мокроступов. Также был налажен пошив армейского обмундирования и снаряжения.
В Саратове была сосредоточена значимая часть оборонной промышленности СССР. 338 различных предприятий выпускали продукцию для фронта. На территории Саратова располагалось 35 крупных оборонных предприятий с общим количеством рабочих свыше 60 тыс. 5 заводов (авиационный, шарикоподшипниковый, нефтеперерабатывающий, щелочных аккумуляторов и им. С. Орджоникидзе) были награждены орденами СССР за вклад в военно-экономическую победу над агрессором. Саратовский завод им. С. М. Кирова (тогда крупнейший в Европе завод по производству топлива, а ныне ОАО «Саратовский нефтеперерабатывающий завод») дал фронту больше всего в Советском Союзе горючего — 3 млн тонн. Это 4-я часть потраченного за всю войну горючего. Саратовское топливо обеспечивало советские войска во время Курской битвы. В годы войны завод неоднократно подвергался бомбардировкам немецкой авиации, был практически разрушен. До недавних пор на территории завода находили неразорвавшиеся бомбы.
Саратов — родина одного из известных самолётов Великой Отечественной войны. Всего на заводе № 292 в Саратове в 1941—1944 и в 1944—1946 годах было изготовлено 13569 самолётов Як-1 и Як-3 всех модификаций (больше половины от числа всех самолётов, имевшихся у СССР к 22 июня 1941 года). Каждый третий самолёт Великой Отечественной войны был выпущен в Саратове. В годы войны авиационный завод подвергался жестоким бомбардировкам гитлеровской авиации, в результате которых он был уничтожен на 70 %. Кроме советских летчиков на Як-1 и Як-3 воевали французы из полка «Нормандия — Неман».

## Пожертвования на военную технику
За годы Великой Отечественной войны жители Саратовской области из своих личных сбережений внесли на вооружение Красной Армии 460 млн рублей и, кроме того, сдали 32 кг золота, серебра и платины. На эти средства было приобретено и отправлено на фронт более 1500 самолётов, много танков, артиллерийских орудий и другого вооружения.
Добровольный сбор средств жителями страны для фронта начался с первых дней войны. Но наиболее широкое распространение это движение получило осенью 1942 года в разгар Сталинградской битвы. Существенную роль в этом патриотическом движении сыграли саратовцы. Колхозники сельхозартели «Сигнал революции» Ворошиловского района Саратовской области (ныне с. Усть-Курдюм Саратовского района) первыми в стране купили на собственные сбережения самолёт для фронта. По указанию командования купленный колхозом «Сигнал революции» самолёт был торжественно вручен летчику, Герою Советского Союза Василию Шишкину.
Колхозник-пасечник колхоза «Стахановец» Ново-Покровского (ныне Калининского) района Саратовской области Ферапонт Головатый первым в стране лично внёс 100 000 рублей на самолёт для фронта. Сейчас этот самолёт, единственный в мире сохранившийся истребитель ЯК-1, является экспонатом Саратовского областного музея краеведения и экспонируется в музее Боевой славы на Соколовой горе. Позднее, в 1944 году, Ферапонт Головатый купил второй истребитель — ЯК-3. На его самолётах летал летчик-саратовец, Герой Советского Союза Борис Ерёмин. За годы войны он сбил 23 немецких самолёта, 14 из них — на самолётах Головатого.
Примеру Ферапонта Головатого последовали 69 колхозников Саратовской области. Каждый из них приобрёл и отправил на фронт самолёт. А колхозница-пасечница, села Стригай Куриловского (ныне Базарно-Карабулакского) района, Анна Селиванова на свои сбережения купила три истребителя и отправила их в авиачасть, где сражался с врагами её муж. Она была единственным гражданином СССР, купившим для фронта три самолёта.

## Эвакуационный центр

Мемориальная плита Ленинградского Университета

В октябре-ноябре 1941 года в Саратов временно из Москвы были переведены аппарат Верховного Совета РСФСР и Совет народных комиссаров РСФСР, отдельные наркоматы СССР и РСФСР.
В 1941—1943 годах в эвакуации в области находились Ленинградский госуниверситет, Украинская радиостанция им. Т. Г. Шевченко, Московская консерватория им. П. И. Чайковского, Государственный институт театрального искусства (ГИТИС), Московский Художественный театр, Киевский академический театр Красной Армии, Полтавский драм-театр, Украинский театр им. Т. Г. Шевченко, 2-й Харьковский украинский театр.

## База для формирования резервных частей и соединений Красной Армии
С самого начала войны территория Саратовской области стала базой для формирования резервных частей и соединений Красной Армии и Флота. Только до конца 1942 года здесь было сформировано 28 дивизий и бригад. Именно на саратовской земле произошло становление таких известных в годы войны частей и соединений как 342-я и 350-я стрелковые дивизии, 50-я (преобразована в 50-ю гвардейскую) и 51-я (преобразована в 47-ю гвардейскую) танковые бригады, 7-я саперная армия.
Под руководством знаменитой летчицы М. М. Расковой в конце 1941 — начале 1942-го годов под Энгельсом были созданы уникальные, единственные в мире три женских авиационных полка — 586-й истребительный, 587-й бомбардировочный и 588-й ночных бомбардировщиков, которые в 1942—1943 годах вели воздушные бои в небе Саратова и Сталинграда. В честь основателя женских авиационных отрядов М. Расковой названа одна из улиц Саратова и установлен памятник.
В разное время в крае находилось до 30 военных училищ и школ, которые выпустили десятки тысяч командиров. В частности, Саратовское пехотное училище — около 4000, 1-е танковое училище — 6000 командиров.

Памятник Марине Расковой
Памятник воспитанникам училища, павшим в боях за свободу и независимость нашей Родины
Памятник военной медсестре
Мемориал в СГУ

## Память
В Саратове в Парке Победы возведён мемориал Журавли — памятник саратовцам, погибшим во время Великой Отечественной войны 1941—1945 годов, также в городе есть Памятник танкистам и другие памятники.
На Воскресенском кладбище Саратова находится воинское захоронение, где в восьми братских могилах покоится прах более восьми тысяч воинов Советской армии, умерших в госпиталях г. Саратова от ран полученных в боях за Отечество в годы Великой Отечественной войны 1941—1945 годов.

Памятник Журавли, Парк Победы
Воин со знаменем, Воскресенское кладбище Саратов
Памятник на Братской могиле, Воскресенское кладбище Саратов
Воскресенское воинское захоронение, Саратов
Танк Т-34-85 Мать-Родина
Танк Мать-Родина, памятная плита
Памятник Зое Космодемьянской у школы № 72
Памятник землякам-саратовцам

## Саратов — город трудовой доблести
Указ Президента Российской Федерации о присвоении почётного звания «Город трудовой доблести».
За значительный вклад жителей города в достижение победы в Великой Отечественной войне 1941—1945 годов, обеспечение бесперебойного производства военной и гражданской продукции на промышленных предприятиях, проявленные при этом массовый трудовой героизм и самоотверженность, присвоить почётное звание Российской Федерации «Город трудовой доблести» городу Саратову.

Президент Российской Федерации В.Путин
Москва, Кремль 2 июля 2020 года № 444.
Стела «Саратов — город трудовой доблести» торжественно открыта 2 июля 2022 г. в Заводском сквере Саратова на углу улицы Орджоникидзе и проспекта Энтузиастов.

Стела «Саратов — город трудовой доблести»
Всё для фронта! Всё для победы!
От Ф.П. Головатого — 2 самолёта
Указ
Народное ополчение
Эвакогоспитали
Чем ты помог фронту?
Авиазавод